# 1848 Делво
1848 Делво (енгл. 1848 Delvaux) је астероид главног астероидног појаса чија средња удаљеност од Сунца износи 2,870 астрономских јединица (АЈ).
Апсолутна магнитуда астероида је 10,9.